# Pietro Annoni
Pietro Annoni est un rameur italien né le 14 décembre 1886 et mort le 19 avril 1960 à Milan. Il a remporté avec Erminio Dones la médaille d'argent aux jeux olympiques de 1920 en deux de couple.

## Biographie
En 1912, il remporte la course de deux de couple avec Erminio Dones aux Championnats d'Europe d'aviron 1912.
En 1920, il remporte la médaille d'argent avec Erminio Dones la médaille d'argent aux jeux olympiques de 1920 en deux de couple.
Il a président du Milan AC entre 1935 et 1936.

## Résultats

### Championnats d'Europe
- En deux de couple, il a terminé 1er en 1912[4].